# Liste des arrêtés de protection de biotope de la Sarthe
La liste des arrêtés de protection de biotope de la Sarthe présente les arrêtés de protection de biotope du département de la Sarthe.

L’arrêté de protection de biotope est un outil réglementaire issue de la loi du 10 juillet 1976, relative à la protection de la nature. La création d'un arrêté de protection de biotope revient au préfet de département, généralement sur proposition d’association de protection de la nature.

## Liste
| Nom                                               | commune                                                    | Date de création           | Superficie(ha) | Motif de la protection | Remarques              | Localisation | Illustration |
| ------------------------------------------------- | ---------------------------------------------------------- | -------------------------- | -------------- | --- | ---------------------- | ------------ | ------------ |
| Prairies de Bel-Air, les Essarts, la Grande Curée | Arçonnay, Champfleur, Saint-Paterne                        | Arrêté du 13 juillet 1999  | 9,52           | Flore : Gesse blanche | Propriété de Cofiroute |              |              |
| Ruisseaux d'Utrel et des Hantelles                | Ancinnes, La Fresnaye-sur-Chédouet, Neufchâtel-en-Saosnois | Arrêté du 2 septembre 2008 | 11,52          | Arthropode : écrevisse à pieds blancs |                        |              |              |
| Carrières souterraines des Roches                 | Vouvray-sur-Huisne, Sceaux-sur-Huisne                      | Arrêté du 2 septembre 2008 | 10             | Chiroptères : Barbastelle d'Europe, Murin de Bechstein, Murin de Daubenton, Murin à oreilles échancrées, Grand murin, Murin à moustaches, Murin de Natterer, Oreillard roux, Grand rhinolophe, Petit rhinolophe |                        |              |              |